# Psychotria correae
Psychotria correae là một loài thực vật có hoa trong họ Thiến thảo. Loài này được (Dwyer & M.V.Hayden) C.M.Taylor miêu tả khoa học đầu tiên năm 1993.